# Шпеман, Ханс
Ханс Шпе́ман (нем. Hans Spemann, 27 июня, 1869, Штутгарт, Германская империя — 9 сентября, 1941, Фрайбург, Третий рейх) — немецкий эмбриолог, лауреат Нобелевской премии по физиологии и медицине в 1935 году «за открытие организующих эффектов в эмбриональном развитии».

## Биография
Ханс Шпеман родился в Штутгарте. Учился в университетах Гейдельберга, Мюнхена и Вюрцбурга и получил диплом по зоологии, ботанике и физике. С 1894 по 1908 работал в Зоологическом институте Вюрцбурга. Был профессором в Ростоке (1908–1914), был директором Института биологии кайзера Вильгельма в Берлине (1914–1919), занимал кафедру зоологии во Фрайбурге (1919–1935).

## Награды
- Силлимановская лекция (1934)
- Нобелевская премия (1935)
- Медаль Котениуса (1935)